# كارل فيالا
كارل فيالا (بالإنجليزية: Karl Fiala)‏ هو متسابق دراجات نارية بريطاني، ولد في 30 يناير 1956 في هارلو في المملكة المتحدة.